# Одерадівка
Одера́дівка — село в Україні, у Шумській міській громаді Кременецького району Тернопільської області. Розташоване на берегах р. Шупінка (ліва притока Вілії, басейн Горині, сточище Прип'яті), за 18 км від центру міської громади Шумськ  і 24 км від центру району та найближчої залізничної станції Кременець.

## Історія
За деякими переказами село було засноване у 12 ст., про що свідчать археологічні розкопки, які у 1930-х рр. проводили археологи Олександр Цинкаловський і уродженець с. Тилявка Віктор Данилевич (Поблизу села виявлено 2 давньоруських городища (археолог — В. Данилевич). Вони припускали, що на околиці теперішнього села був розташований літописний Данилів, але ця версія помилкова, він містився дещо північніше села. 
Цілком імовірно, що з 15 ст. власниками села могли бути Боговитини, Четвертинські, Вишневецькі, Ходкевичі, які володіли сусідніми селами Жолобки і Тилявка. Але письмових підтверджень цього виявити не вдалося. 
Назва походить, за переказами, від словосполучення “От де Радівка”, древня назва – Радовка, що означає “радісне, веселе”. 
1 жовтня 1933 року утворено ґміну Угорськ Кременецького повіту і село включено до неї. 
Від вересня 1939 р. Одерадівка – під радянською владою. 
Від початку липня 1941 р. до 3 березня 1944 р. село – під нацистською окупацією. 
У роки національно-визвольних змагань біля села загинули вояки УПА Матвій Мусійчук та Іван Нагорний із с. Биківці, Михайло Салайда. 
В УПА перебували: Володимир Драчук, Данило Іванюк, Лук’ян та Петро Крючковські, Кирило, Мирон, Олекса і Тимофій Поліщуки, Ананій, Андрон, Василь та Сергій Присяжнюки й інші. 
За радянської влади репресовано 10 родин. 
Із мобілізованих на фронти німецько-радянської війни загинули: Микола Бакуменко (1922–1945), Ананій Поліщук (1906–1944), Григорій (1919–1943), Михайло (1911–1945) і Павло (1919–1945) Присяжнюки, Кіндрат Юрчук (1903–1945); пропали безвісти: Федір Драчук (1906–1944), Петро Кричковський (1923–1944), Кирило (1895–1945), Микола (1920–1944) і Федір (1919–1942) Поліщуки, Андрон (1914–1944) та Петро (р. н. невід.–1944) Присяжнюки, Сергій Савчук (1917–1944), Олександр Слободянюк (1919–1942), Филимон Юрчук (1898–1944). 
Після весни 1944 р. населений пункт деякий час був хутором Тилявської сільської ради. 1949 р. на хуторі було 85 дворів, 277 жителів; 1952 р. – 62 двори, 217 жителів. Від середини 1950-х рр. – знову село.
Протягом 1970–1990-х рр. у селі функціонувала бригада колгоспу із центральною садибою у с. Тилявка. Нині земельні паї селян орендує ТзОВ “Аграрія”.
12 червня 2020 року, відповідно до розпорядження Кабінету Міністрів України № 724-р «Про визначення адміністративних центрів та затвердження територій територіальних громад Тернопільської області» село увійшло до складу Шумської міської громади.
19 липня 2020 року, в результаті адміністративно-територіальної реформи та ліквідації Шумського району, село увійшло до складу Кременецького району.

## Населення
Наприкінці XIX ст. проживало 164 особи. 
Дворів – 38. Населення – 82 особи (2014 р.).

### Мова
Розподіл населення за рідною мовою за даними перепису 2001 року:
| Мова       | Кількість | Відсоток |
| ---------- | --------- | -------- |
| українська | 90        | 98.9%    |
| російська  | 1         | 1.1%     |
| Усього     | 91        | 100%     |

## Фотогалерея

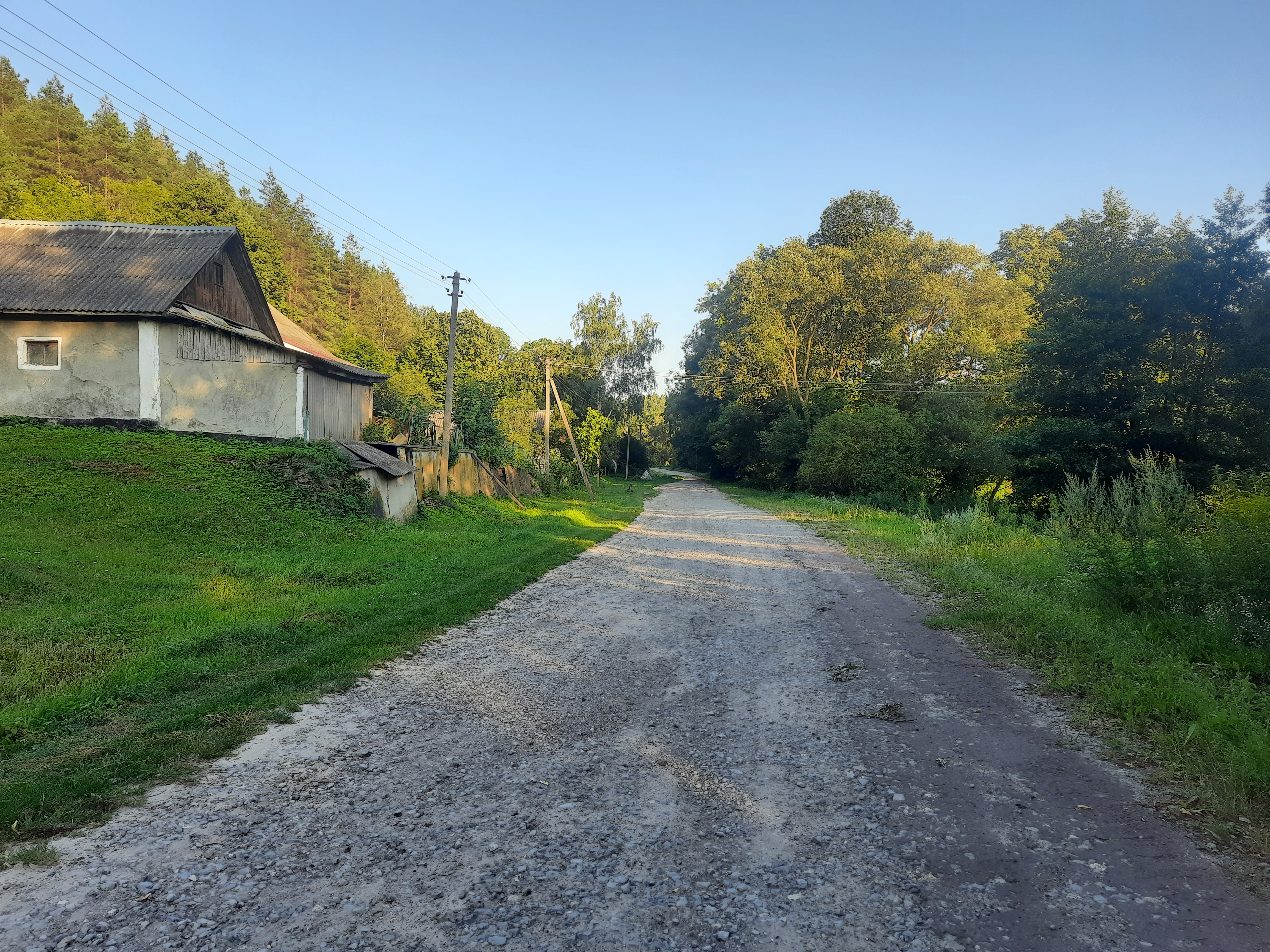
Сільська вулиця
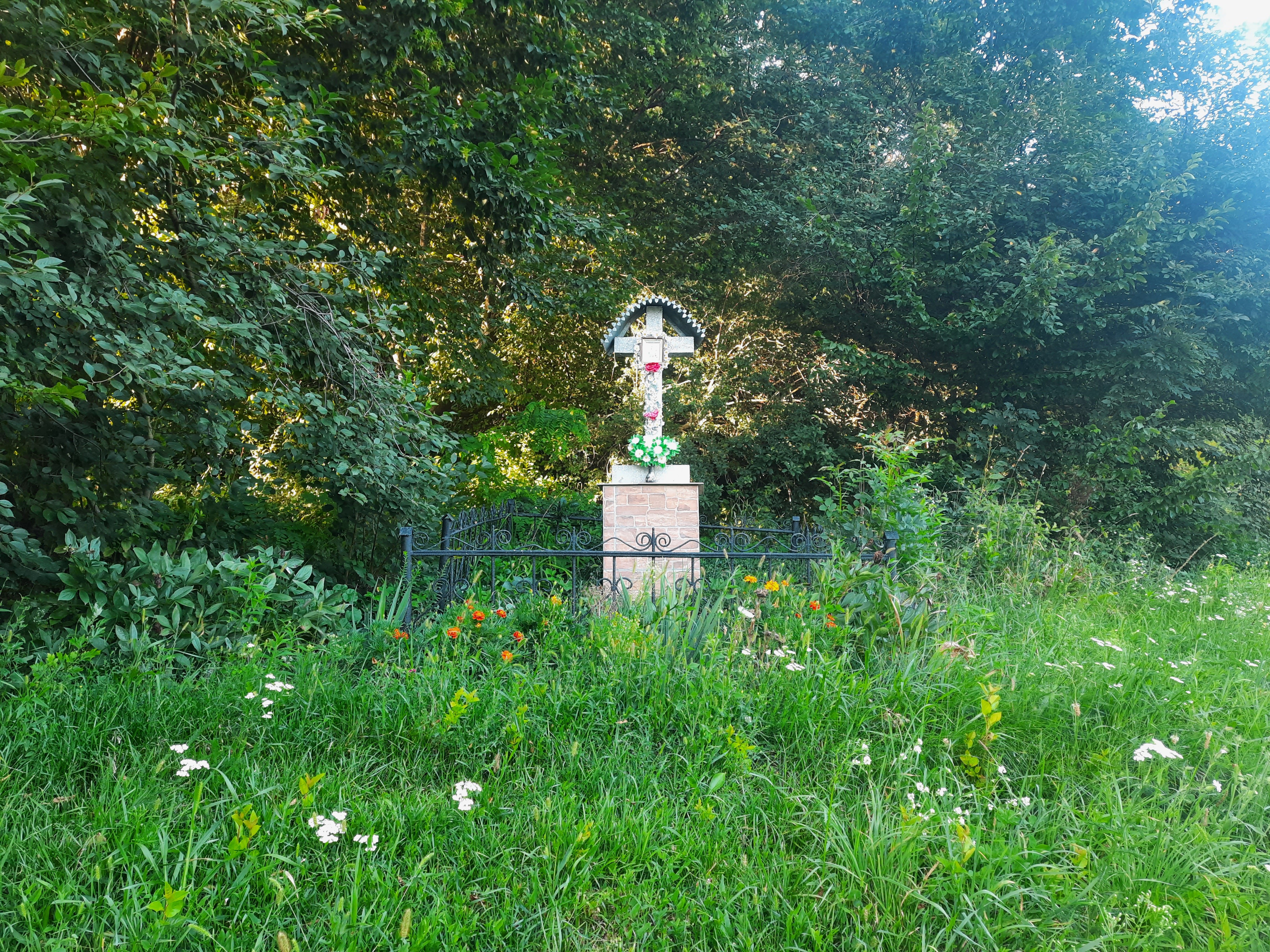
Пам'ятний хрест
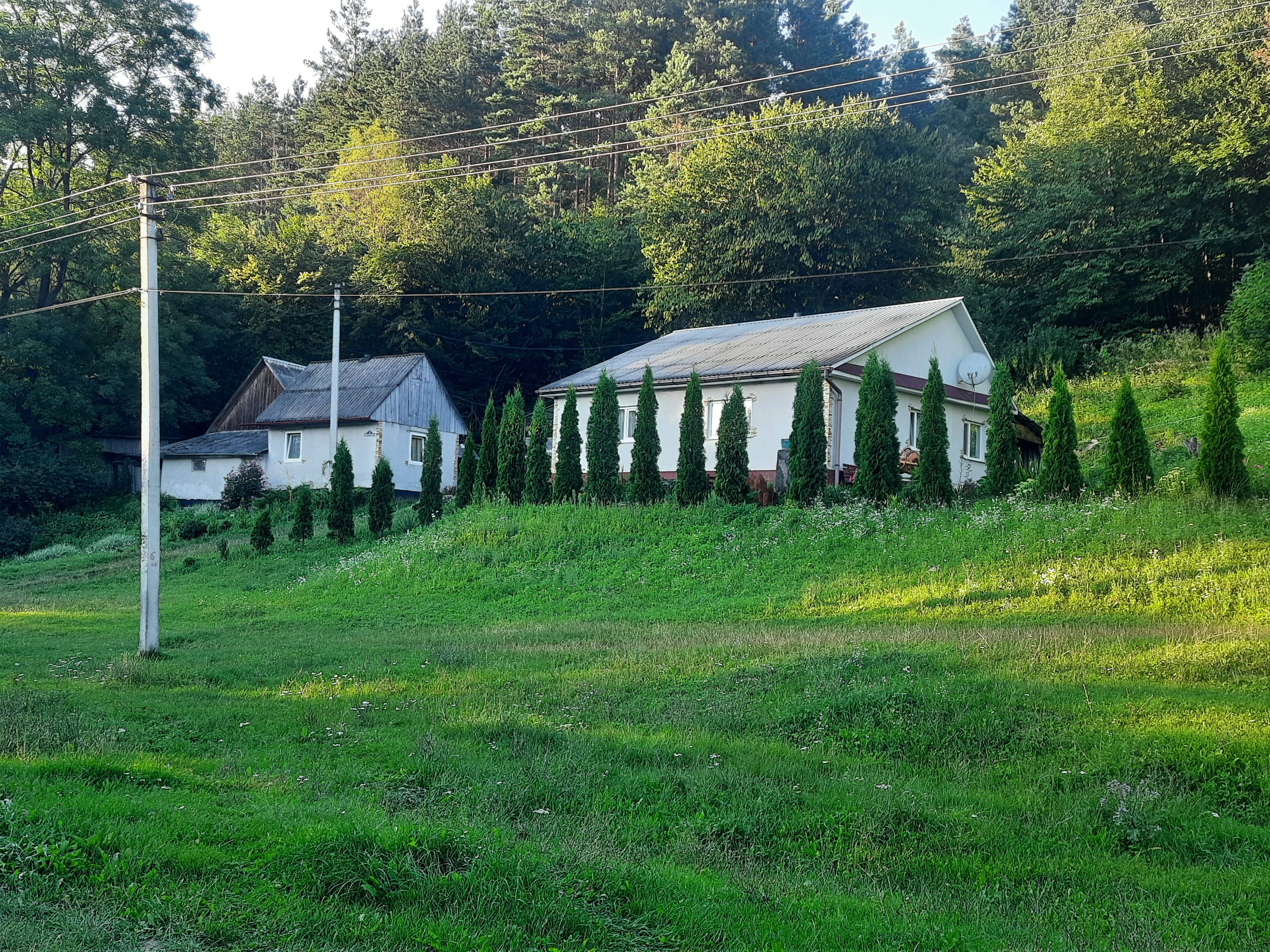
Сільська оселя
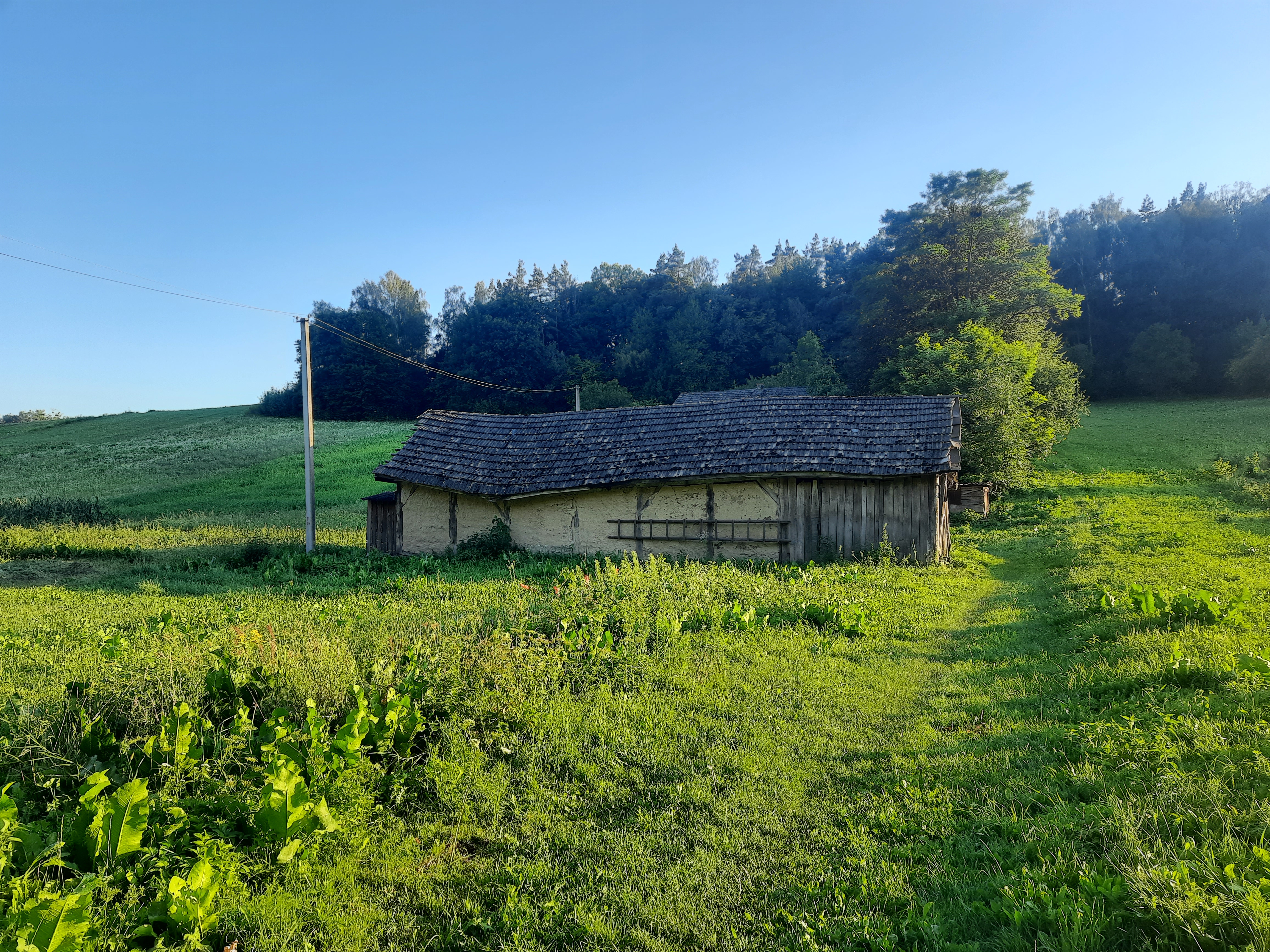
Сільський пейзаж
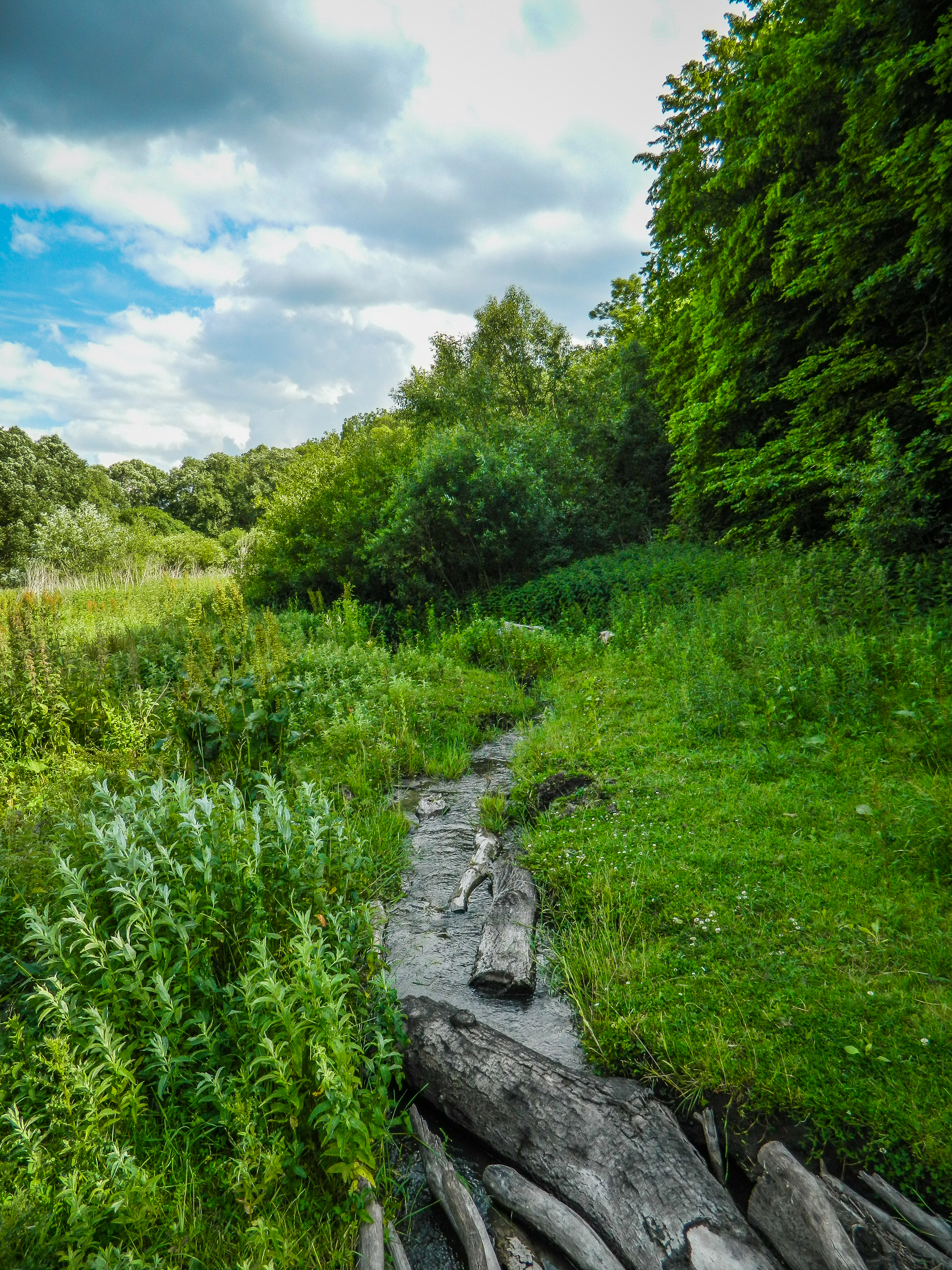
Річка Шопінка на околицях села